# Christelle Laura Douibi
Christelle Laura Douibi (arabisch كريستيل لورا الدويبي; * 24. November 1985 in Grenoble) ist eine französisch-algerische Skirennläuferin.

## Karriere

### Saison 2000/01
Anfangs startete Douibi bei Skirennen für Frankreich. Sie begann am 18. Januar 2001 bei einem FIS-Rennen im Riesenslalom, schied dort jedoch im ersten Durchgang aus. Der Sieg ging an Manuella Silvestre vor Sophie Ormond und Emmanuelle Colomban. Tags darauf holte sie ihr erstes Ergebnis – der 67. Platz im Slalom mit 12,71 Sekunden Rückstand auf Marion Rolland.
Bei den Alpinen Ski-Juniorenweltmeisterschaften 2001 belegte sie im Super-G mit 7,51 Sekunden Rückstand auf Kathrin Wilhelm den 42. Platz. Bei dem von Fränzi Aufdenblatten gewonnenen Riesenslalom schied sie im ersten Durchgang aus.
Am 2. März 2001 gelang ihr bei einem FISCIT-Rennen erstmals ein Podestplatz. Sie belegte beim in Alpe d’Huez ausgetragenen Super-G mit 1,28 Sekunden Rückstand auf Stéphanie Faivre und 19 Hundertstelsekunden hinter Marie Royannais den dritten Platz. In der Saison 2000/01 war dies der einzige Podestplatz. Der beste Platz in einem FIS-Rennen war der 34. Platz im Slalom von Le Sauze mit 24,95 Sekunden Rückstand hinter Florine Deleymarie. Hier ließ Douibi vier Sportlerinnen hinter sich.

### Saison 2001/02
Bei der nationalen Jugendmeisterschaften 2002 stand sie auf der Teilnehmerliste des Riesenslaloms, trat jedoch nicht an. Im Super-G belegte sie mit 5,74 Sekunden Rückstand auf Anne-Laure Givelet den 42. Platz. Bei ihren FIS-Rennen in dieser Saison waren zwei 55. Plätze – beide im Riesenslalom – ihre besten Ergebnisse. Bei FISCIT-Rennen erreichte sie abermals einen dritten Platz.

### Saison 2002/03
In der Abfahrt in Les Menuires am 20. März 2003 erreichte sie mit 13 Sekunden Rückstand auf Ingrid Jacquemod den 39. Platz, was ihren besten FIS-Rennen-Platz der Saison bedeutete. Drei Läuferinnen waren langsamer als Douibi. Bei den Nationalen Meisterschaften belegte sie in der Abfahrt mit 15,67 Sekunden Rückstand den 48. Platz auf Mélanie Suchet, nur Johana Vagnon war langsamer. Im Super-G ließ sie fünf Damen hinter sich und belegte mit 11,21 Sekunden Rückstand auf Mélanie Suchet den 60. Platz.

### Saison 2003/04
In dieser Saison kam sie erstmals in die Top 30 eines FIS-Rennens – Platz 23 mit 3,72 Sekunden Rückstand auf Chloé Georges im Super-G in Méribel vom 27. Januar 2004. Im FISCIT-Rennen vom 13. März desselben Jahres schaffte sie ihr bis dato bestes Ergebnis – einen zweiten Platz mit 0,74 Sekunden Rückstand auf Sandra Depoilly; Dritte wurde Nastasia Noens. Bei den Nationalen Meisterschaften belegte sie mit 6,94 Sekunden Rückstand auf Mélanie Suchet den 61. Platz und ließ sieben Läuferinnen hinter sich; im Super-G startete sie nicht.

### Saison 2004/05
Die Nationale Meisterschaft 2005 in Alpe d’Huez beendete Douibi mit 7,14 Sekunden Rückstand auf Marion Rolland auf dem 69. Platz von 87 in die Wertung kommenden Läuferinnen. In dieser Saison kam sie bei FIS-Rennen bis auf den 52. Platz im Super-G von Megève am 20. Januar 2005 – dort hatte sie 4,11 Sekunden Rückstand auf Clothilde Weyrich. Bei FISCIT-Rennen kam sie in der Saison 2004/05 drei Mal auf den dritten Platz eines Super-Gs, zwei Mal gewann Sandra Depoilly vor Aurelie Avenier und ein Mal Marion Josserand vor Sandra Depoilly.

### Saison 2005/06
Bei den Olympischen Winterspielen 2006 startete Douibi für Algerien und belegte in der Abfahrt den 60. und letzten Platz mit 13,19 Sekunden Rückstand auf Michaela Dorfmeister – die Vorletzte, die Argentinierin Miriam Vazquez, hatte 10,93 Sekunden Rückstand. Beim Super-G belegte sie mit Platz 51. ebenfalls den letzten Platz, mit 11,07 Sekunden Rückstand auf die Doppelolympiasiegerin Michaela Dorfmeister. Hier hatte die Vorletzte, die Chilenin Macarena Benvenuto, 9,05 Sekunden Rückstand.
Bei den Olympischen Winterspielen 2006 war sie Fahnenträgerin Algeriens und die einzige Frau, die ein afrikanisches Land vertrat. Mit Platz 40 in der Abfahrt erreichte sie das beste Ergebnis eines algerischen Sportlers bei Olympischen Winterspielen.
Danach ist sie nicht mehr als Rennläuferin in Erscheinung getreten.

## Erfolge

### Olympische Winterspiele
- Turin 2006: 40. Abfahrt, 51. Super-G

### Juniorenweltmeisterschaften
- Verbier 2001: 42. Super-G, DNF Riesenslalom

### Französische Meisterschaften
- Les Menuires 2003: 48. Abfahrt, 60. Super-G
- Les Carroz/Flaine 2004: 61. Abfahrt, DNS Super-G
- Alpe d’Huez 2005: 69. in der Abfahrt

### Französische Juniorenmeisterschaften
- Val d’Isère 2002: 42. Super-G, DNS Riesenslalom

### Sonstiges
- Eine Platzierung unter den besten 30 bei einem FIS-Rennen